# Okolica boczna grzbietu
Okolica boczna grzbietu (łac. regio dorsi lateralis) – w anatomii człowieka, parzysta okolica grzbietu.
W jej obrębie wyróżnia się, idąc od góry ku dołowi, okolice: nadłopatkową, łopatkową, podłopatkową oraz lędźwiową.
Okolica boczna grzbietu jest nieregularna w kształcie. Od góry graniczy z okolicą tylną szyi. Bocznie, idąc od góry ku dołowi – z okolicą barkową, naramienną, ramienia tylną i przyśrodkową, boczną klatki piersiowej oraz boczną brzucha. Od dołu – z okolicą miedniczną, pośladkową oraz krzyżową. Okolica boczna grzbietu przyśrodkowo graniczy z okolicą kręgową oraz, w obrębie klatki piersiowej, z okolicą międzyłopatkową.